# Mieszadło mechaniczne
Laboratoryjne mieszadło mechaniczne – sprzęt laboratoryjny składający się zazwyczaj z silnika elektrycznego, napędzającego szklany lub metalowy pręt zakończony łopatkami, które zanurza się w mieszanym płynie.

## Silniki
Mieszadła mechaniczne napędzane są niewielkimi silnikami elektrycznymi. Napęd na łopatki jest przenoszony poprzez przekładnie oraz zabezpieczane przed przeciążeniem sprzęgłem. W nowoczesnych mieszadłach silnik elektryczny jest sterowany elektroniczne umożliwiając regulację obrotu i reagowanie na przeciążania. Układ ten bywa wyposażany w panel sterowniczy prezentujący parametry pracy mieszadła i umożliwiający wprowadzenie nastaw. Układ napędowy łączy z się z prętem mieszającym uchwytem takim jak w wiertarkach.

## Pręty i ich sposoby łączenia z kolbami
Pręt łączący silnik z łopatkami mieszadła musi być jednocześnie wytrzymały mechanicznie, a z drugiej strony odporny na działanie żrących chemikaliów. Większość prętów jest wykonywana ze stali nierdzewnej, teflonu lub rzadziej szkła, gdyż są to materiały, odporne na wysokie temperatury i żrące substancje.
W celu osiągnięcia szczelnego połączenie pręta z kolbą najczęściej stosuje się prowadnice - zazwyczaj wykonane z teflonu lub szkła nasadki, przez które przeprowadza się pręt mieszający. Składają się z dwóch tulei: zewnętrznej łączącej się z kolbą za pomocą szlifu i wewnętrznej ściśle przylegającej do pręta mieszającego, a także uszczelek zmniejszających tarcie i zapewniających szczelniość oraz zakrętki trzymającej całość na miejscu.
Ze względu na występujące tarcie, techniki wykorzystujące prowadnice wymagają małej prędkości obrotowych (ok. 500 obrotów na minutę). Tarcie można ograniczyć stosując bierne chemicznie smary.
Podczas pracy w próżni znacznie lepiej sprawdza się mieszadło magnetyczne.

## Łopatki
W mieszadłach starego typu stosowano zazwyczaj łopatki szklane na stałe stopione z prętem. Utrudniało to mocno montowanie aparatury i wymagało stosowania kolb z szerokimi szyjami. Po stłuczeniu łopatek, pręt również stawał się bezużyteczny.
Obecnie stosuje się częściej łopatki teflonowe, które łączy się z prętem połączeniem rozbieralnym. Umożliwia to z jednej strony łatwe dobieranie kształtu i rozmiaru łopatek do aktualnych potrzeb, a z drugiej ułatwia montowanie aparatury. Dotyczy to szczególnie łopatek z uchylnymi skrzydłami, które można zwinąć w momencie montażu aparatury i które same rozchylają się po uruchomieniu mieszadła na skutek działania siły odśrodkowej.
Kształt łopatek - zarówno szklanych, jak i teflonowych bywa bardzo różny. W praktyce jednak najlepiej sprawdzają się łopatki o prostych, prostokątnych lub trójkątnych kształtach, zaś przesadnie wymyślne łopatki, których cena jest często bardzo wysoka, mieszają tak samo, albo nawet gorzej.